# Woko-Nationalpark

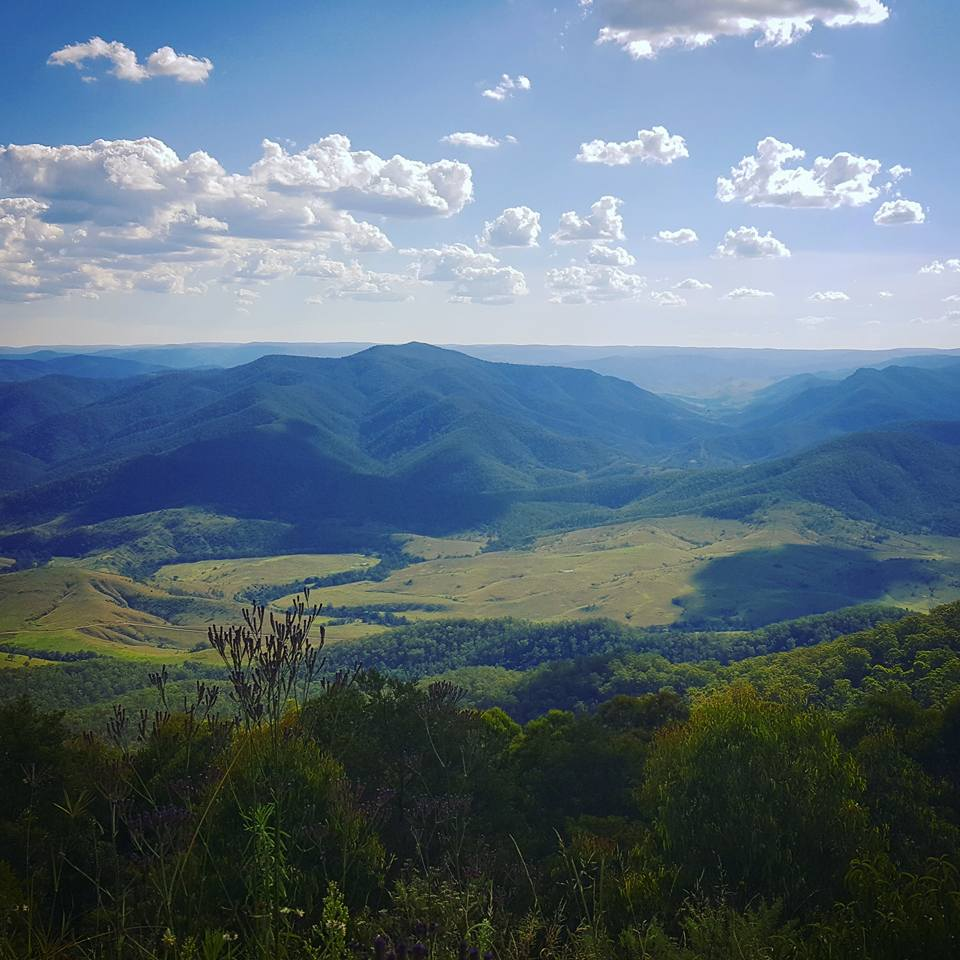
Blick über den Woko-Nationalpark vom Aussichtspunkt Carson's Pioneer

Der Woko-Nationalpark ist ein Nationalpark im Osten des australischen Bundesstaates New South Wales, 243 km nördlich von Sydney, 67 km nordwestlich von Taree und 103 km nordöstlich von Muswellbrook.
Der Park liegt südlich des Barnard River und südlich des Manning River. Er grenzt im Osten an den Curracabundi-Nationalpark.
Das wild zerklüftete Gebirge ist mit Regenwald und feuchtem Eukalyptuswald überzogen. Darin finden sich viele Orchideen, Staghorns (Rhyus typhira) und Elkhorns (Euphorbia lactea). Viele Wanderwege führen durch den Nationalpark.